# Legionnaire (videogioco 1986)
Legionnaire è un videogioco pubblicato nel 1986 per Commodore 16 dalla Kingsoft e in licenza dalla Anco. È uno sparatutto a scorrimento a tema militare, ispirato al noto arcade Commando.
Fu seguito da Bridgehead: Legionnaire 2 dello stesso anno e degli stessi editori, che è invece un'imitazione di Green Beret.
A livello amatoriale fu realizzato un editor di livelli per Legionnaire.

## Trama
Il protagonista è un legionario in un imprecisato paese arido, che deve raggiungere la propria guarnigione per consegnare importanti messaggi, facendosi strada tra le truppe indigene armate di fucile che circondano il forte.

## Modalità di gioco
Si controlla un soldato a piedi in un ambiente bidimensionale a scorrimento verticale verso l'alto. Il personaggio si può muovere e può sparare con il fucile mitragliatore nelle otto direzioni, aggirando eventuali ostacoli. I nemici sono fanti armati allo stesso modo, ma con cadenza di fuoco più bassa, che arrivano da tutte le direzioni. Se si viene colpiti si perde una vita.
Ci sono in tutto sette livelli ovvero sette aree da attraversare. Inizialmente ci si sposta tra muretti e palme, poi si attraversano anche ponti sull'acqua.
Alla fine di ogni livello, quando lo scorrimento termina, c'è una zona in campo aperto dove si deve eliminare una certa quantità di soldati che continuano ad arrivare, prima di poter passare al livello successivo.

## Accoglienza
A suo tempo Legionnaire fu moderatamente apprezzato dalla stampa di settore europea. Di solito i giudizi furono medi; particolarmente positiva la rivista C16/+4 Handbook (voto complessivo 87%), che lo considerò "ciò che Commando sarebbe dovuto essere" sul C16, mentre all'opposto fu un po' scontenta Zzap!64 (51%) per via della poca giocabilità.
Alcune riviste apprezzarono in modo particolare l'aspetto grafico, mentre ci furono critiche più o meno pesanti al sonoro.
In retrospettiva, Retro Gamer ritiene Legionnaire molto più buono rispetto alla terribile conversione ufficiale per C16 di Commando che pubblicò la Elite Systems, così come il seguito Bridgehead è molto meglio della scadente conversione ufficiale per C16 di Green Beret fatta dalla Imagine Software. La rivista considera Legionnaire e il seguito Bridgehead un "duo esplosivo" nel loro genere.